# Fliegerhorst Lipperbruch

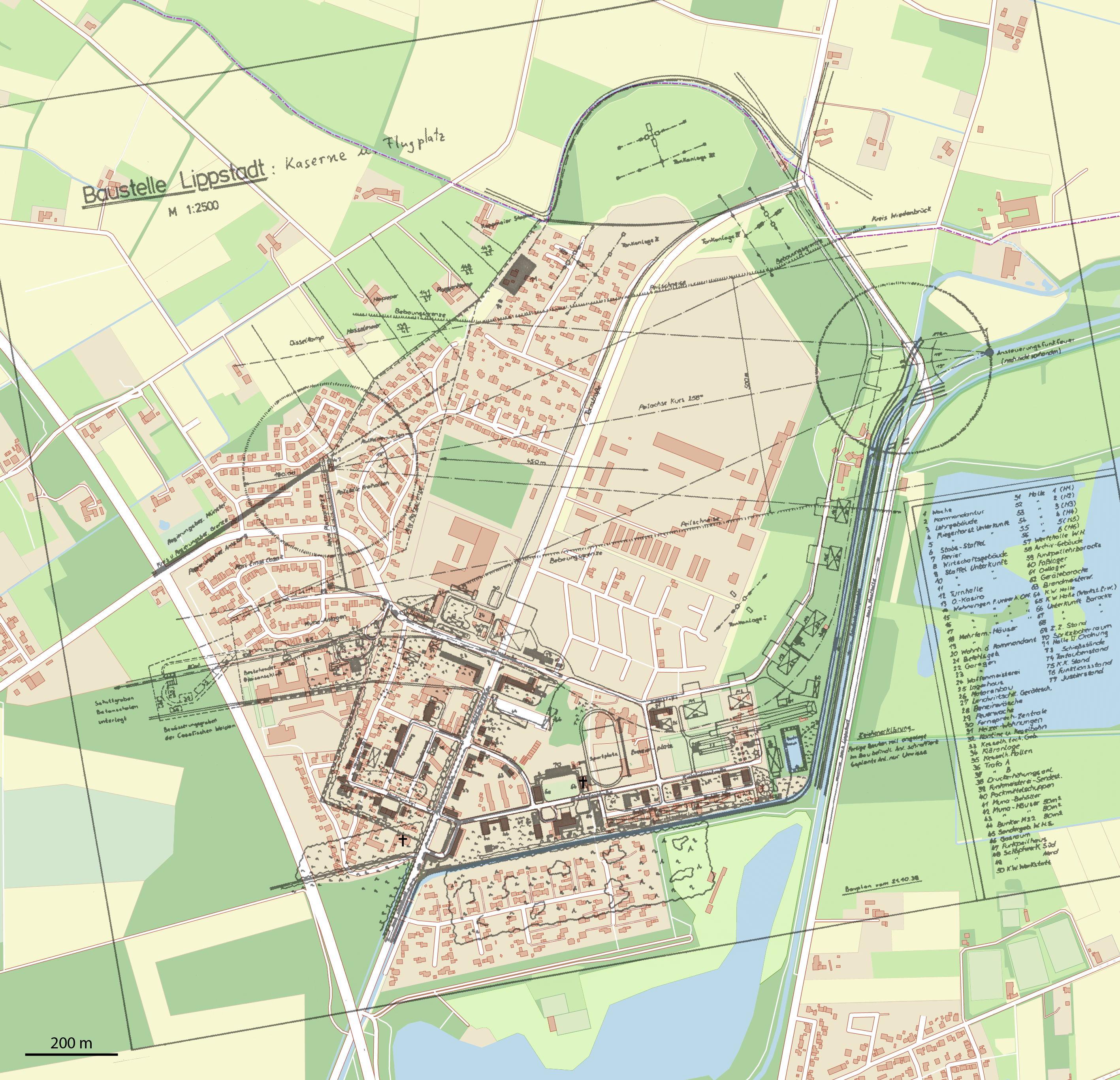
Bauplan des Fliegerhorstes vom Oktober 1938, unterlegt: Stadtplan von Lippstadt (Stand 2016)

Der Fliegerhorst Lipperbruch ist ein ehemaliger Militär-Flugplatz (1936–1945), ca. 5 km nördlich von Lippstadt, im heutigen Stadtteil Lipperbruch gelegen.

## Ursprünge und Aufbau des Fliegerhorstes
Anfang 1932 wurde die Lippstädter Segelflugvereinigung e. V. mit dem Ziel gegründet, „trotz der Knebelungen durch den Versailler Vertrag fliegerischen Nachwuchs zu schulen“. Dazu wurde ein Gelände von 147 Morgen, ca. 5 km nördlich Lippstadts im unbebauten Lipper Bruch erworben. Die Kosten für die Herrichtung des unbewohnten Geländes wurden aus Mitteln zur Förderung der Notstandsarbeit und durch Darlehen des Bezirksfürsorgeverbandes (durch Ersparnisse wegen der Einstellung von Erwerbslosen) aufgebracht. Es wurden ca. 700 Männer beschäftigt, sog. Wohlfahrtunterstützungsempfänger, sowie Arbeiter des Freiwilligen Arbeitsdienstes, die in einem Lager in den Lippstädter Fichten zwischen Lippstadt, Lipperode und Lipperbruch kaserniert waren. Bereits vor Baubeginn des Segelflugplatzes gab es Bemühungen von offizieller Seite in Lippstadt Richtung Berlin, Lippstadt wieder zu einer Garnisonsstadt werden zu lassen. Als Fürsprecher diente Otto Steinbrinck, ein gebürtiger Lippstädter und bekannter U-Boot-Kommandant des Ersten Weltkrieges. Baubeginn des Segelflugplatzes war im Januar 1934, die Einweihung erfolgte am 16. September 1934. In Vorbereitung des noch verbotenen Aufbaus einer Luftwaffe wurde aber bereits 1934 der Ausbau zu einem Fliegerhorst mit Luftwaffenkaserne im Geheimen begonnen, im November 1934 flossen, zunächst vertraulich, erstmals Gelder zum Ausbau des Segelflugplatzes zu einem Fliegerhorst vom Luftamt Münster nach Lippstadt. Weitere 250 Morgen Land wurden dem Besitzer von Gut Mentzelsfelde enteignet, der Segelflugverein wurde finanziell entschädigt und verlegte den Sitz nach Brilon. Mit Schreiben vom 19. Februar 1936 verfügte das Luftamt Münster offiziell die Aufhebung der Fluggenehmigung für den Segelflugplatz, bis dahin wurde jedoch der Betrieb, parallel des Ausbaus zum Fliegerhorst, im nördlichen Teil des Geländes weiter betrieben. Die Gebrüder Horten ließen hier noch 1937 drei Flugzeuge des Typs H II bauen. Dabei handelte es sich um Segelflugzeuge in Nurflügelbauweise.
Der militärische Ausbau wurde mit Hochdruck begonnen, das Richtfest erfolgte am 25. Mai 1935, 3 Monate nach „offizieller“ Errichtung der Luftwaffe durch Hitlers Erlass. Der Fliegerhorst Lipperbruch mit der angegliederten Richthofen-Kaserne wurde 1936 als einer der ersten neugebauten Militärflugplätze der neu eingerichteten Luftwaffe am 29. Februar 1936 mit Errichtung der Fliegerhorstkommandantur in Betrieb genommen. Die Anlage erhielt den Decknamen „Napoleon“. Die Erstbelegung, allerdings nur für wenige Tage, erfolgte am 1. März mit dem Jagdgeschwader 132, ausgestattet mit Heinkel He 51. Das Jagdgeschwader 132 war zusammen mit der aus Kitzingen verlegten I. Gruppe des Sturzkampfgeschwader 165 an der Besetzung des entmilitarisierten Rheinlandes beteiligt. In den Folgejahren waren bis zum Beginn des Zweiten Weltkrieges infolge des ständigen Aus- und Umbaus der Luftwaffe verschiedene Jagd-, Kampf- und Zerstörergeschwader in Lippstadt stationiert bzw. wurden dort neu auf- oder umgestellt.
Zu diesem Fliegerhorst gehörte auch ein Scheinflugplatz. Er befand sich auf den Wiesen nördlich der Brandenburger Straße und westlich der Wiedenbrücker Straße, gegenüber dem Gut Mentzelsfelde. Heute ist dort ein Golfplatz. Seinerzeit war er mit einer Beleuchtungsanlage ausgestattet, um nächtliche Aktivitäten vorzutäuschen. Angegriffen wurde dieser Scheinflugplatz allerdings nie. Als Relikt existiert westlich am Waldrand noch ein Bunker.

### Liste der stationierten Luftwaffen-Einheiten
(nach Zeng)
| Von           | Bis           | Einheit                           | Ausrüstung                                                          |
| ------------- | ------------- | --------------------------------- | ------------------------------------------------------------------- |
| Februar 1936  | März 1936     | III./JG 134                       | Heinkel He 51                                                       |
| März 1937     |               | III./JG 134                       | Heinkel He 51, Arado Ar 68E                                         |
| April 1937    | Oktober 1938  | Stab, I./KG 254                   | Junkers Ju 52/3m                                                    |
| November 1938 | Dezember 1938 | III./JG 142                       | Messerschmitt Bf 109D                                               |
| Januar 1939   | April 1939    | III./ZG 142                       | Messerschmitt Bf 109B, Messerschmitt Bf 109C, Messerschmitt Bf 109D |
| Mai 1939      | August 1939   | III./ZG 26                        | Messerschmitt Bf 109D                                               |
| Dezember 1939 |               | I.(Jagd)/LG 2                     | Messerschmitt Bf 109E                                               |
| Dezember 1939 | Januar 1940   | I./ZG 26                          | Messerschmitt Bf 109D, Messerschmitt Bf 110                         |
| Februar 1940  | März 1940     | I./St.G. 77                       | Junkers Ju 87B                                                      |
| April 1940    | Juni 1940     | KGr. z. b. V. 11                  | Junkers Ju 52/3m                                                    |
| Mai 1940      |               | KGr. z. b. V. 101                 | Junkers Ju 52/3m                                                    |
| Mai 1940      | März 1941     | Stuka-Erg.St./VIII.Fliegerkorps * | Junkers Ju 87B                                                      |
| August 1940   | Januar 1942   | Erg.St.(Schl.)/LG 2 *             | Junkers Ju 87B                                                      |
| Mai 1941      |               | 2.(H)/Aufkl.Gr. 32                |                                                                     |
| Mai 1941      | Juni 1941     | I./SKG 210                        | Messerschmitt Bf 110                                                |
| Januar 1942   | März 1942     | Erg.St./Schl.G. 1 *               | Henschel Hs 129                                                     |
| Januar 1942   | April 1942    | II./Schl.G. 1                     | Henschel Hs 123, Henschel Hs 129                                    |
| März 1942     | April 1942    | 5./Erg.JGr. Ost *                 |                                                                     |
| April 1942    | Mai 1942      | 4. und 8./Schl.G. 1               | Henschel Hs 129                                                     |
| August 1944   | November 1944 | 1./NJG 11                         | Focke-Wulf Fw 190A, Messerschmitt Bf 109G                           |

### Bauliche Ausstattung

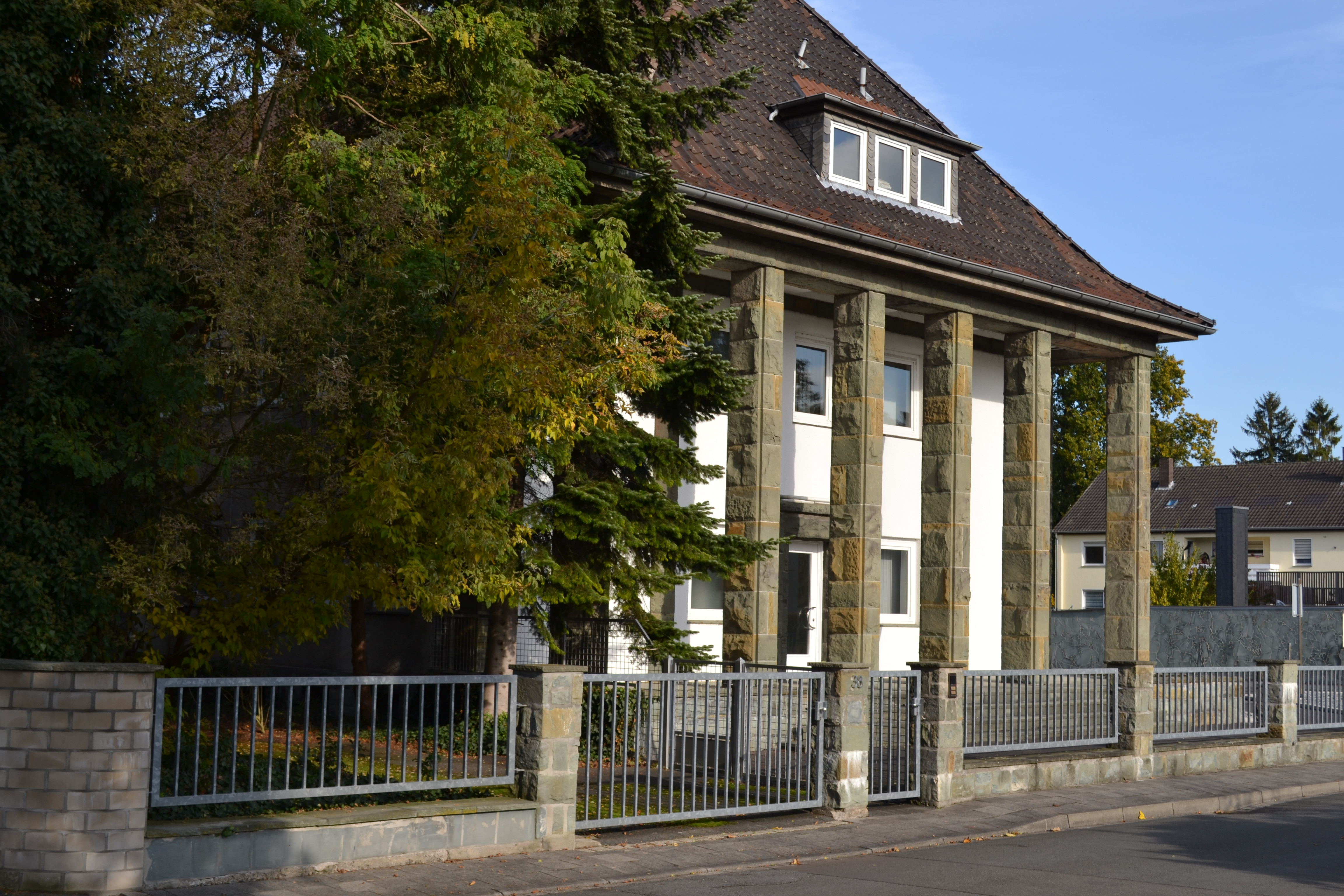
Ehemaliges Offiziersheim (Försterweg 36)

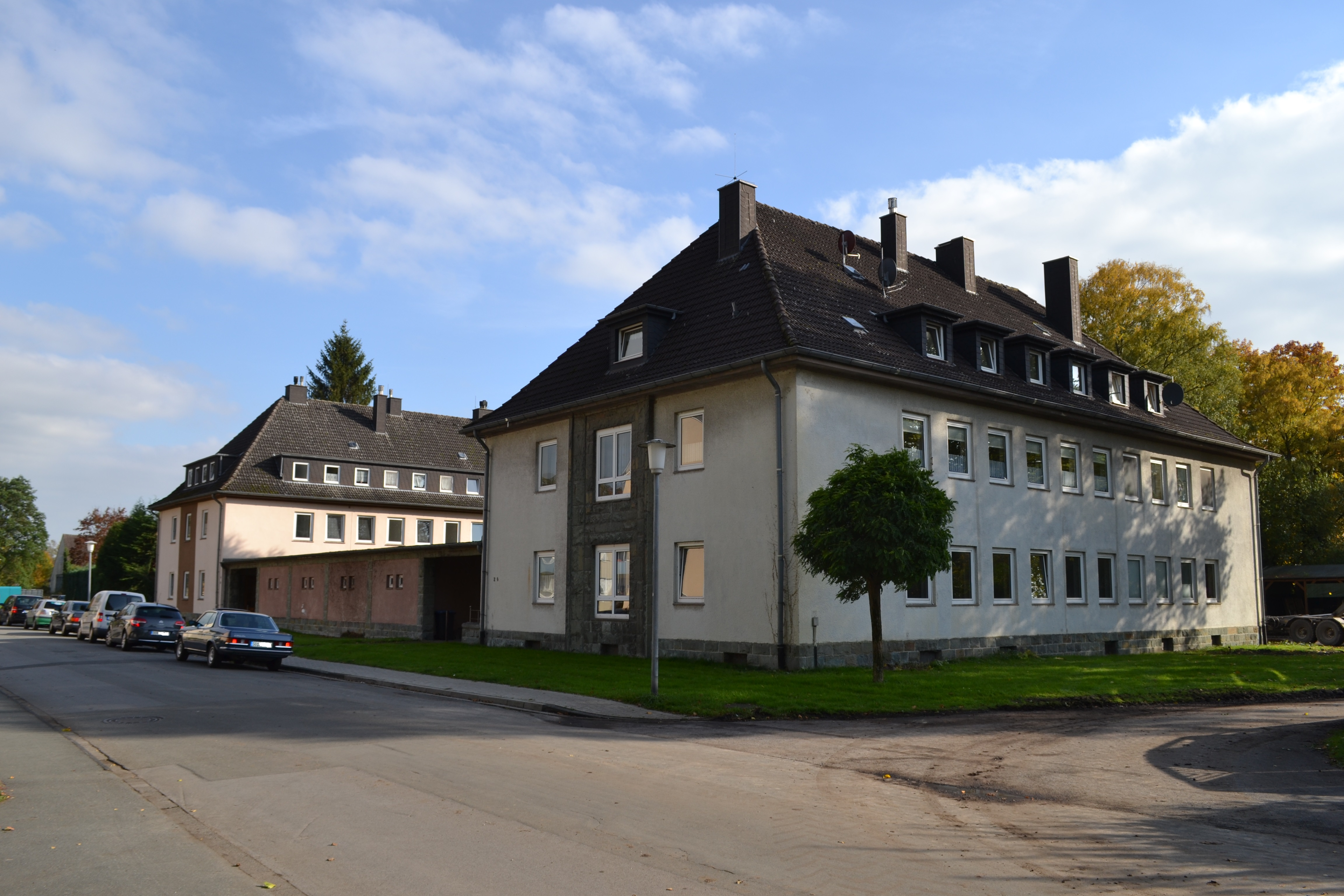
Ehemalige Unterkunftsgebäude (Richthofenstraße)

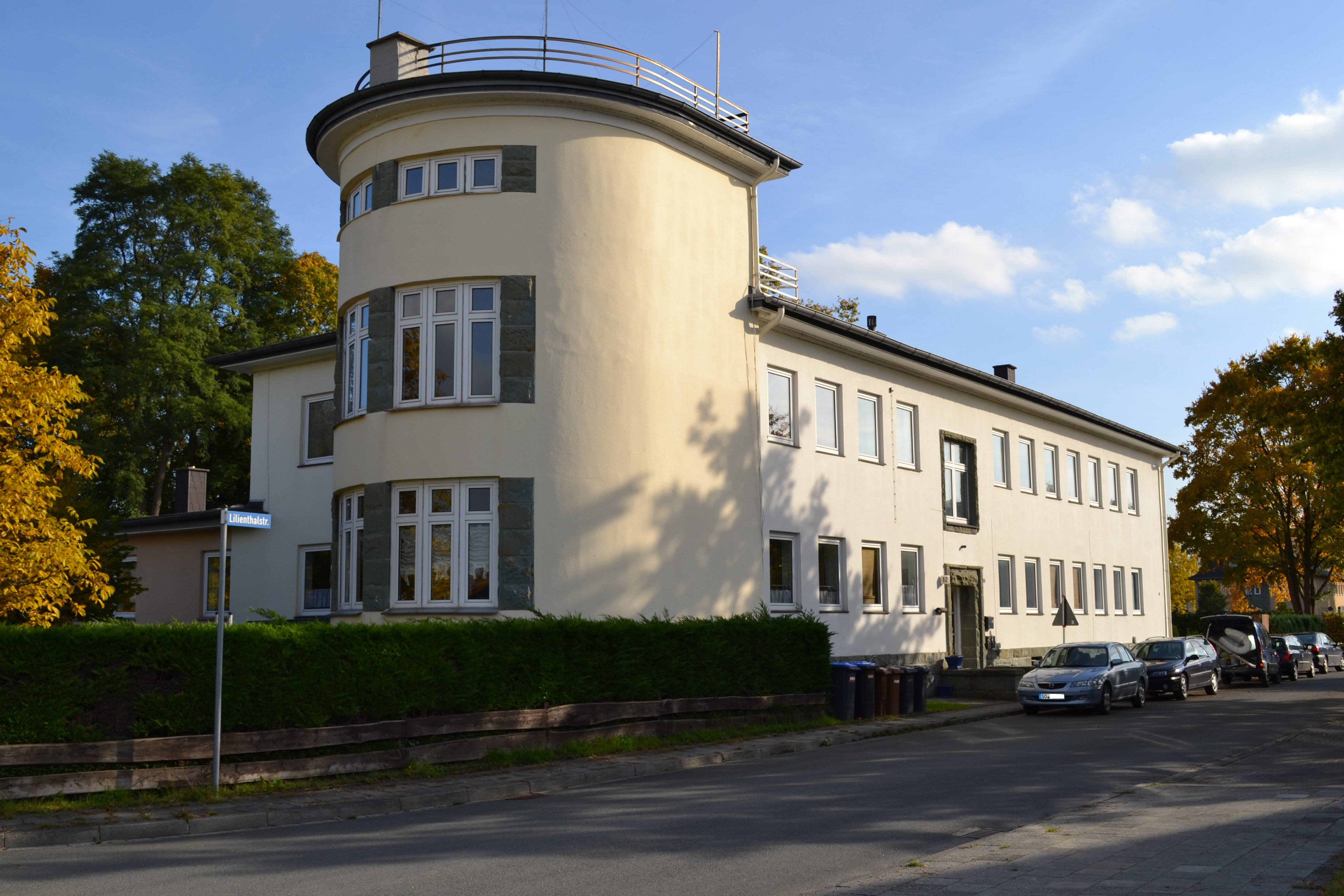
Ehemaliges Befehlsgebäude (Lilienthalstr., Ecke Ringstr.)

Das Fliegerhorstgelände ist im Norden halbkreisförmig durch den Mastholter Grenzgraben, östlich durch zwei bestehende, parallel verlaufende Entwässerungskanäle, dem Ochsengraben und dem Boker Kanal, sowie die östlich davon parallel laufende Landstraße zwischen Lipperode und Mastholte (heutige Bismarckstraße (L 782)) begrenzt. Die südliche Begrenzung erfolgt durch den in westlicher Richtung abknickenden Ochsengraben, während der Boker Kanal noch weiter südlich verläuft. Die Zufahrt war über eine in nordnordöstlicher Richtung aus Lippstadt hinausführende Straße (seinerzeit neu als Richthofenallee benannt, heutige Mastholter Straße), die nach der Kasernenwache weiter gerade bis zur Werfthalle am Flugfeldrand führt. Aus Tarngründen, zur Verschleierung der eigentlichen Nutzung, wurde diese optisch als eine „Tarnstraße“ auf dem Flugfeld weiter bis zum nordöstlichen Flugfeldrand an die in nordöstlicher Richtung abknickende Landstraße fortgesetzt. Parallel zur Südgrenze wurden nach Nordwesten eine kurze (heutiger Heidewinkel) und nach Osten eine längere Erschließungsstraße (Adolf-Hitler-Straße, heutige Richthofenstraße) angelegt. Südlich der Richthofenstraße sind die Unterkunftsgebäude (im östlichen Teil zwischen heutiger Richthofenstraße und Lindberghstraße gelegen), sowie das Wirtschafts-/Küchengebäude. Die giebelständigen Unterkunftsgebäude mit den Bauplannummern 4a/4b, 9a/9b, 10a/10b und 11a/11b waren zur Straße hin durch eine gegliederte und mit Fenstern versehene Mauer mit seitlichen Durchgängen zu den Unterkunftseingängen verbunden. Auf der der Straße abgewandten Seite war eine Überdachung in gesamter Mauerbreite vorhanden. Am östlichen Ende der Straße, zur südöstlichen Ecke des Geländes, lagen ein Schwimmteich, die Turnhalle und eine Kläranlage. Südlich der heutigen Lindberghstraße waren zusätzlich drei Barackenunterkünfte parallel zum Grenzzaun aufgebaut. Nördlich der Richthofenstraße waren Stabs- und Sanitätsgebäude, der Sportplatz, ein Exerzierplatz, sowie Schießstände angelegt. An der Richthofenallee (Mastholter Straße) lagen neben der Wache die Kommandantur, das Lehrgebäude, das Archiv, Dienstwohnungen für Heizer, sowie die Kantine mit Kegelbahn. Westlich der Richthofenallee waren Wohnungen und Häuser für Offiziere (heutiger Försterweg) und Mehrfamilienhäuser für Bedienstete (heutiger Heidewinkel), sowie das Offizierskasino (heutiger Försterweg) errichtet worden. Das Flugfeld erstreckte sich nördlich der Kasernenbebauung und bestand aus einer Grasauflage auf sandigem Boden, die wegen ihrer Unzulänglichkeit mühsam mit der Heranschaffung von ca. 1.000 Eisenbahnwaggons Erde und Dünger hergerichtet werden musste. Aus Tarnungsgründen war das Flugfeld unterschiedlich parzelliert und bepflanzt. Am südlichen Rand des Flugfeldes waren halbkreisförmig das Befehlsgebäude (Ecke heutige Lilienthalstraße/Ringstraße), eine Werft- und sechs Flugzeughallen, Versorgungslager, die Feuerwache, Garagen und Werkstätten, die Waffenmeisterei und die Wohnung des Kommandanten, u. a. eingerichtet. Vom Westen bestand schon zu Bauzeiten eine Gleisanbindung, von der Bahnstrecke Lippstadt-Rheda abzweigend, die am südlichen und östlichen Flugfeldrand bis zu einer Halle im Nordwesten des Flugfeldes fortgesetzt war. Zwei Ansteuerungsfunkpeilsender waren in einer Peilachse mit Kurs 258° im Westen an der Platzgrenze, im Osten außerhalb des Militärgeländes, jenseits der Landstraße, aufgebaut. Das Flugfeld maß in Ost-West-Richtung etwa 1000 m, in Nord-Süd-Richtung etwa 1300 m. Auf dem Flugfeld gab es insgesamt vier unterirdische Tankanlagen, drei im Norden, eine im Süden.
Die Bauten waren im „neuen Stil der Luftwaffe“, „der Schlichtheit und Gediegenheit, Wuchtigkeit und Zweckerfüllung zugleich“, mit Verkleidungen der Fundamente, der Fenster- und Türumbauten, Säulen, Treppen etc. aus ortstypischem grünem Anröchter Sandstein ausgeführt. Die Unterkunftsgebäude und das Offizierskasino waren zweigeschossig mit Mansarden-Walmdach, die Wirtschafts-, Stabs- und Sanitätsgebäude eingeschossig. Zwischen den Gebäuden wurde aus Versorgungs-, aber auch aus Tarnungsgründen, Land- und Obstwirtschaft betrieben, das Fluggelände mit Schafen beweidet. Zu Herrichtung und Unterhaltung besonders des Flugfeldes war durch das Luftkreiskommando IV ein Platzlandwirt angestellt worden.
Die Trinkwasserversorgung erfolgte über eine neu angelegte Wasserleitung aus Gusseisen mit 350 mm Durchmesser, die auf Druck der Bevölkerung von Lipperode nicht über den Lippstädter Norden, sondern über deren Ortsgebiet geführt wurde, um auch dort eine zeitgemäße Trinkwasserversorgung herzustellen. Die Leitung folgte der Landstraße nach Mastholte und wurde in Höhe des Schwimmteiches, unter den Wassergräben hindurch, auf das Kasernengelände verlegt. Die Abwässer wurden zentral in der kaserneneigenen Kläranlage aufbereitet und wahrscheinlich in den Ochsengraben eingeleitet.

## Zweiter Weltkrieg

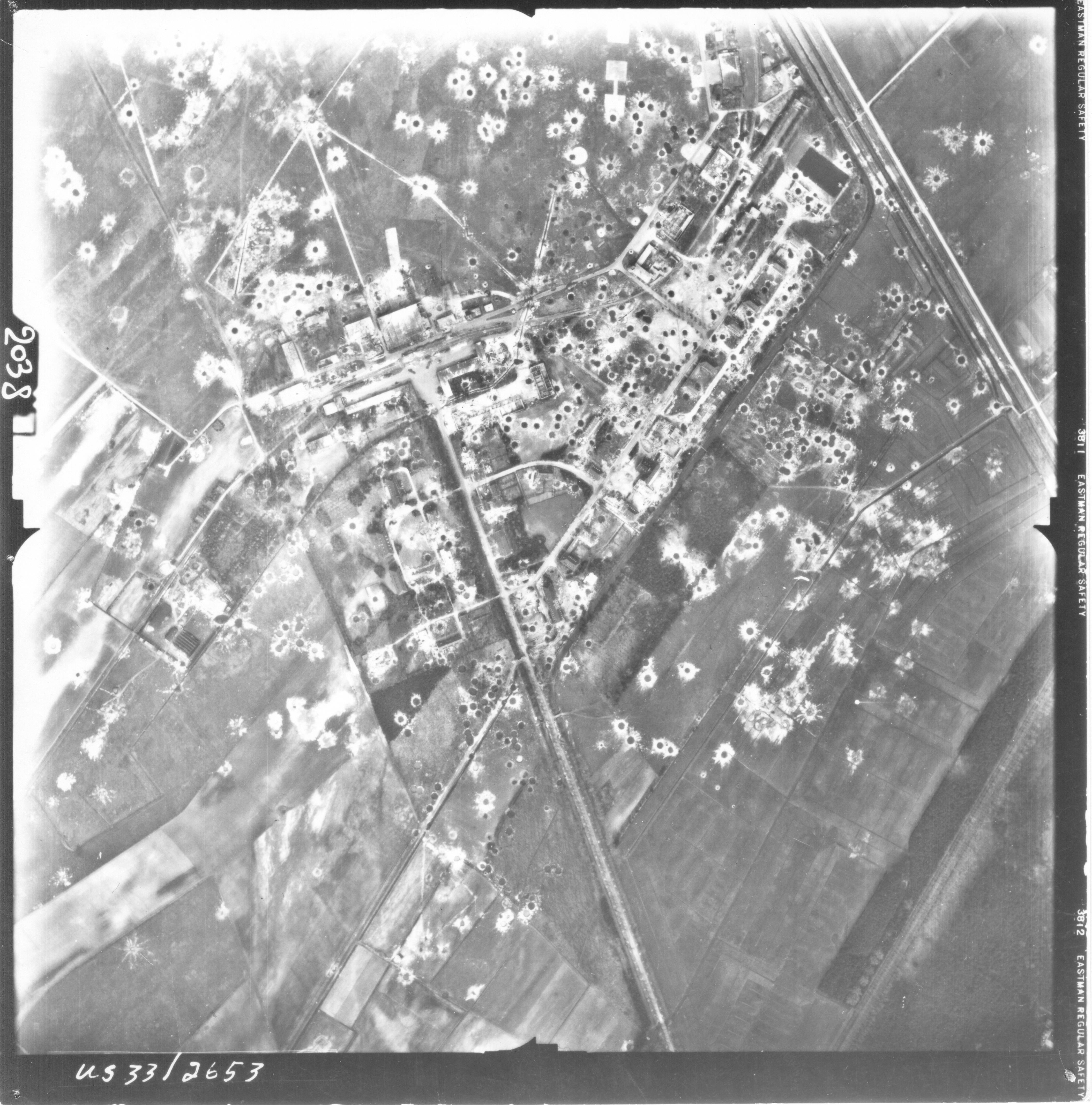
Luftbild der United States Army Air Forces Luftaufklärung vom 28. März 1945

Nach Ende des Überfalls auf Polen wurde Lippstadt Ausbildungsstation für die Messerschmitt Bf 109-Piloten im Lehrgeschwader 2, war Durchgangsstation für in den Kriegsgebieten im Westen (Schnellkampfgeschwader 210) oder im Osten (Schlachtgeschwader 1) eingesetzten Geschwader. Im Zuge der vermehrten Luftangriffe der Alliierten in Deutschland wurden zur Luftabwehr das Nachtjagdgeschwader 11 mit Messerschmitt Bf 109G und Focke-Wulf Fw 190A stationiert. 1944 wurde der Fliegerhorst Ziel von Bomberangriffen der 8th Air Force, die bei den Angriffen am 19. April, sowie am 5. Oktober zum Teil erhebliche Schäden an Gebäuden und Infrastruktur hervorriefen. Am 19. April waren 122 Bomber am Angriff beteiligt und warfen in der Zeit zwischen 10:25 Uhr und 10:40 Uhr (UTC) 840 500lb-Sprengbomben und 1547 100lb-Brandbomben ab. Zum Einsatz am 5. Oktober wurden 4 Bombergruppen des 14th und 20th Combat Bombardment Wing, VIII Bomber Command der 8th Air Force mit 116 B-25-Bombern eingesetzt. 2 Bomber trafen fehlerhaft Lipperode, 56 Bomber anderer Einheiten, wohl mit dem Ziel des Luftparks in Paderborn (südlich der Innenstadt, im Ortsteil Mönkeloh (s. Flugplatz Paderborn-Mönkeloh), im Einsatzbericht der USAAF steht „A/F Paderborn“), bombardierten irrtümlich den Lippstädter Fliegerhorst. Insgesamt wurden ab 11:53 Uhr (UTC) 1.267 500lb-Sprengbomben und 680 500lb-Brandbomben abgeworfen. Als Begleitschutz flogen 107 P-51 der 355th und 361th, sowie 51 P-47 der 356th Fighter Group, die zusätzlich auch weitere Ziele u. a. in Geseke (Flugfeld) und Hamm (Eisenbahn) angriffen.
Der Flugbetrieb der Luftwaffe wurde im März 1945 in Folge von Versorgungsengpässen mit Nachschub, Treibstoff und dem Zurückweichen der deutschen Truppen eingestellt. Durch die abrückenden deutschen Einheiten wurden am 29. März 1945 vor allem für den Flugbetrieb wichtige Gebäude des Fliegerhorstes gesprengt.
Am 1. April 1945 trafen die Spitzen der britischen 21st Army Group von Norden und der 1. und 9. US-amerikanischen Armee von Süden in der Nähe von Lippstadt aufeinander, um den Ruhrkessel zu schließen. Einheiten der IX Engineer Command 830th Engineer Aviation Battalion übernahmen am 7. April den Flugplatz, räumten ihn von Minen und Flugzeugwracks und richteten ihn als Advanced Landing Ground ALG Y-98 Lippstadt her. Innerhalb eines Tages konnten Douglas DC-3/C-47 Skytrain zur Unterstützung der Truppen einfliegen. Am 20. April waren die Schäden soweit beseitigt, dass Kampfverbände den Fliegerhorst wieder benutzen konnten, die 373rd Fighter Group der 9th Air Force wurde mit Republic P-47 Thunderbolt dorthin verlegt und unterstützte von Lippstadt aus den weiteren Vormarsch der alliierten Truppen. Der Flugplatz wurde über die Kapitulation der Wehrmacht hinaus bis zum 12. Juli 1945 für Transportflugzeuge offengehalten, die Kaserne zur Unterbringung von Soldaten genutzt. Mit Konstituierung der Besatzungszonen wurde die Anlage im Juni 1945 von den US-amerikanischen an die britischen Truppen übergeben.

## Nutzung nach dem Ende des Zweiten Weltkrieges

### Militärische Nutzung
Der Fliegerhorst wurde stillgelegt, da Lippstadt keine RAF-Basis wurde; die Anlage wurde zum Teil als Bombenabwurfplatz durch die RAF verwendet. Der Rest des ehemaligen Fliegerhorstes wurde größtenteils landwirtschaftlich genutzt. Auf einem großen Teil des Flugfeldes errichtete die Britische Armee eine eigene Kaserne („Camp El Alamein“), die dort stationierten Truppenteile zogen 1956 in die bereits seit dem Kriegsende ebenfalls mit britischen Truppen belegte ehemalige Flak-Kaserne im Lippstädter Süden („Churchill Barracks“) um.
Nach einer kurzen Nutzung des neu errichteten Kasernengeländes in Lipperbruch durch eine Bundeszollschule wurde das Gelände im Dezember 1957 durch die Bundeswehrverwaltung übernommen und das Quartiermeisterbataillon 7 und die Instandsetzungskompanie 7 bezogen im Januar 1958 den Standort „Lipperland-Kaserne“. Das Kasernengelände umfasste eine Fläche von insgesamt 44,2 ha. In der Zeit bis zur Auflösung der Kaserne am 22. Dezember 2006 waren viele Einheiten der 7. Panzergrenadierdivision stationiert. Über einen längeren Zeitraum waren u. a. die Luftlandebrigade 27 mit versch. Luftlandeeinheiten, das Fernmeldebataillon 7, das Transportbataillon 801, sowie die Reservelazarettgruppe 7318 in der Lipperlandkaserne beheimatet.

#### Liste der stationierten Bundeswehr-Einheiten und -Organisationen
(nach einer Aufstellung der Reservistenkameradschaft Lippstadt)
| Von           | Bis            | Einheit                                                      | Bemerkungen                                                  |
| ------------- | -------------- | ------------------------------------------------------------ | ------------------------------------------------------------ |
| Januar 1958   | März 1959      | Quartiermeisterbataillon 7                                   |                                                              |
| Januar 1958   | März 1970      | le. Feldzeugkompanie 7                                       |                                                              |
| März 1958     | März 1970      | mittl. Instandsetzungskompanie 101                           |                                                              |
| März 1958     | September 1959 | Standort-Offizier Lippstadt                                  |                                                              |
| April 1958    | Dezember 2006  | Standortverwaltung Lippstadt                                 |                                                              |
| Juli 1958     | September 1959 | Vorauspersonal Stab/Stabskompanie 7. Panzergrenadierdivision |                                                              |
| Februar 1959  | März 19598     | Vorauspersonal Fernmeldebataillon 7                          |                                                              |
| März 1959     | März 1970      | mittl. Instandsetzungskompanie 101                           |                                                              |
| April 1959    | 1993           | Nachschubkompanie 7                                          | April 1970 zur Luftlandeversorgungskompanie 270 umgegliedert |
| April 1959    | August 1962    | 4./Versorgungsbataillon 215                                  |                                                              |
| April 1959    | August 1962    | Beobachtungsbataillon 170                                    |                                                              |
| Januar 1962   | 1965           | Ersatzteilkompanie 103                                       |                                                              |
| November 1962 | April 1963     | Nachschubausbildungskompanie 17/1                            |                                                              |
| Juli 1962     | August 1966    | Feldartilleriebataillon 71                                   |                                                              |
| Oktober 1966  | September 1994 | Fernmeldebataillon 7                                         | mit Fernmeldeausbildungskompanie                             |
| Oktober 1966  | März 1970      | 2./gemischtes Instandsetzungsbataillon 120                   |                                                              |
| April 1970    | März 1993      | Stab/Stabskompanie Luftlandebrigade 27                       |                                                              |
| April 1970    | 1993           | Luftlandesanitätskompanie 270                                |                                                              |
| 1993          | Dezember 2006  | Transportbataillon 801                                       |                                                              |

Als verbliebene „militärische“ Nutzung besteht das ehemalige Tanklager der Bundeswehr, nördlich der Glennesiedlung, als Vereinsheim der Reservistenkameradschaft Lippstadt.

### Zivile Nutzung
Durch die Rückkehr von ehemaligen Soldaten und Aufnahme von Flüchtlingen und Vertriebenen nach dem Kriegsende entwickelte sich die Wohnraumsituation in Lippstadt dramatisch. Die ehemaligen Luftwaffenkasernengebäude wurden nach zunächst sehr provisorischer Instandsetzung, oft in Eigenleistung, zur Linderung der Wohnungsnot genutzt. Am 30. Oktober 1946 wurde offiziell die Gemarkung „Fliegerhorst“ in „Lippstadt-Lipperbruch“ umbenannt. Nachdem die nach dem Krieg etwas unklaren Besitzverhältnisse geklärt waren, begann im Jahr 1949 die planmäßige Besiedlung des Lipperbruch. Die Zufahrtsstraße (ehemals Richthofenallee, jetzt Mastholter Straße) wurde in nördlich-östlicher Richtung, im südlichen Teil parallel zur Tarnstraße, bis an die Einmündung der Tarnstraße in die Landstraße Lipperbruch-Mastholte durchgeführt, die Tarnstraße wurde zu einer Neben-/Erschließungsstraße (jetzt Oppelner Straße). Nach einer Bestandsaufnahme mit Aufnahme der Beschädigungen und Schätzungen des Wiederherstellungsaufwandes durch die Stadt Lippstadt wurden die Gebäude auf dem Kasernengelände aufgebaut bzw. bei zu starker Zerstörung abgebrochen, die durch Abbruch gewonnenen Frei-, aber auch die Zwischenräume, vorwiegend im westlichen Teil des Kasernengeländes, mit Wohnhäusern bebaut. Die Großzügigkeit und Weitläufigkeit der ursprünglichen Kasernenarchitektur ist damit zugunsten der Erfordernisse einer Wohnbebauung zur Besiedlung des neuen Ortsteiles aufgegeben worden.
Der Bereich des Flugfeldes westlich der Tarnstraße/Mastholter Straße, sowie auf Freiflächen westlich und südlich außerhalb des ehemaligen Militärgeländes wurde planmäßig mit überwiegend Einfamilienhäusern bebaut. Um die ehemalige Waffenmeisterei, neben der Tarnstraße, entsteht ein Gewerbebereich. Das Siedlungsgebiet westlich des ehemaligen Kasernengeländes wird im Volksmund die Bomben-Siedlung genannt, die auf der westlichen Flugfeldgrenze errichtete Siedlung heißt Ermland-Siedlung, nördlich davon (zwischen ehemaliger Tarnstraße und Platzgrenze) ist die Glenne-Siedlung. Südlich der Wache entstand die Bauern-Siedlung. Der Sportplatz wird um 90° gedreht nach Osten verlagert (liegt damit südlich des Befehlsgebäudes, grenzt an den Schießstand). Westlich der ehemaligen Wache wurde 1954/55 eine katholische Kirche erbaut, eine evangelische Kirche 1959 an der Stelle des östlichen Stabsstaffelgebäudes. 1958 wurde auf dem südlichen Teil des Sport- bzw. Exerzierplatzes die Otto-Lilienthal-Grundschule, sowie 1968 im nördlichen Sportplatzbereich ein Kinderheim der evangelischen Kirche errichtet, das später als Senioreneinrichtung umgebaut und in den Folgejahren erweitert wurde. Am nordöstlichen Rand des Flugfeldes (zwischen Ringstraße und Boker Kanal) errichteten die Stadtwerke 1958 eine Trinkwassergewinnungsanlage, die bis zum heutigen Tag in Betrieb ist. Zwischen den westlichen Kasernengebäuden und der Bombensiedlung ist 1966 ein katholisches Gymnasium, die Marienschule neu gebaut worden, da das alte Schulgebäude in der Innenstadt nicht mehr ausreichend Räumlichkeiten bot.
Nach Aufgabe der Lipperlandkaserne durch die Bundeswehr Ende 2006 lag das Kasernengelände einige Jahre brach. Ein Weiternutzungsgutachten, 2008 von der Stadt Lippstadt in Auftrag gegeben, ergab eine eher problematische Konversion. Das Gelände wurde dann 2012 durch einen Investor gekauft. Die Gebäude im südlichen Bundeswehr-Kasernenbereich, auch die dort erhaltenen Gebäude des ehemaligen Fliegerhorstes, sind abgebrochen worden. Dort entsteht Wohnbebauung mit Einfamilienhäusern, als Wohngebiet Lippischer Bruch ausgewiesen, der nördliche Teil mit den erhaltenen Gebäuden und Liegenschaften der ehemaligen Bundeswehrkaserne wird nach Umbau/Modernisierung als Business-Park gewerblich genutzt (u. a. Speditionsbetriebe, Büros, Firmenniederlassungen, Einrichtungen des Kreises Soest).
Der gleiche Investor erwarb im August 2015 die ehemaligen Gebäude des Fliegerhorstes südlich der Richthofenstraße von der BImA. Im Herbst wurde mit der Sanierung der Grünanlagen und der Wohngebäude begonnen, auf dem Areal von 40.000 m² entstanden in den Bestandsgebäuden 120 modernisierte Wohnungen.
Von der ehemaligen Fliegerhorstbebauung von 1935 sind längs der heutigen Richthofen- und Lindberghstraße das Lehrgebäude (Wohn- und Geschäftshaus), 7 von 10 Unterkunftsgebäuden für Mannschaften (Wohnhäuser), ein Teil der Schießstände (auf dem Gelände des KK-Schießstandes errichtete die Schießabteilung des Sportvereins BW Lipperbruch e. V. eine Schießhalle) und der Schwimmteich (Angelverein), sowie Teile der Kläranlage (in den 1960er Jahren modernisiert und erweitert, in den 1980er Jahren stillgelegt) erhalten geblieben. An der Lilienthal-/Ringstraße sind das Befehlsgebäude (Wohngebäude, Freiwillige Feuerwehr), am Försterweg (westlicher Teil) die Offizierswohnungsgebäude (Wohnungen, Pflegeheim) und das Offizierskasino (Textilherstellung), an der Ringstraße die Halle 22 (Fallschirmpackraum der Bundeswehr, zwischenzeitlich Vereins- und Versammlungsraum), sowie Im Heidewinkel ehemalige Offiziershäuser (Privathäuser), an der Ostlandstraße ein Kesselhaus (Lebensmittelmarkt bis 2012, nach Leerstand verschiedene Kleingewerbe), sowie an der Mastholter Straße die ehemalige Kommandantur (Wohnungen, seit 1998 unter Denkmalschutz), das Archiv (zuerst Schule und Kirchenraum, jetzt Eigentumswohnungen) und die Kantine/Kegelbahn (Bäckerei), sowie kleine Wohnhäuser (ehemalige Heizerwohnungen) erhalten geblieben. Weitere Bauten sind zwischenzeitlich abgetragen worden: das Sanitätsgebäude (zun. Einrichtung der Jugendhilfe der evang. Kirche, dann Seniorenheim) wurde 2008 abgerissen, die Halle 23 an der Ecke Ostland-/Mastholter Straße ist nach Zwischennutzung durch einen Glasfabrikationsbetrieb nach dessen Insolvenz letztendlich nach langem Leerstand 2013 zugunsten eines Lebensmitteldiscounters abgerissen worden, die Benzinwäsche mit Turm (Ecke Ring-/Mastholter Straße) war zur Bundeswehrzeiten (Standortverwaltung) zum Teil erhalten, ist im Zuge der Wohnbebauung abgetragen worden. Das Wirtschafts-/Küchengebäude (früher Bäckerei und Kino, dann russische Sauna, Leerstand) wurde Ende 2015 im Zuge der Sanierungsmaßnahmen abgerissen. Auf dem Wasserwerksgelände sind noch Fundamente der Flughalle Nr. 4, Mauerreste eines „Munahauses“ zwischen Halle 4 und 5, sowie Fundament- und Mauerreste des Fasslagers vorhanden. Das Gebäude „Trafo B“ wurde noch einige Zeit von den Stadtwerken als Umspannwerk benutzt, ist erhalten, aber stillgelegt. Die Waffenmeisterei an der heutigen Ostlandstraße wird (nach Umbauten) gewerblich genutzt. Einige Gebäude sind so stark verändert, dass ihre Herkunft bzw. der Originalzustand nur schwer zuzuordnen ist.
Die Eisenbahnverladerampe war bis 1996 an der Ostlandstraße bestehend, der Gleisanschluss selber ist in der Aufbauphase Lipperbruchs, vor allem wegen der angesiedelten Unternehmen, erhalten geblieben, aber wohl im Zusammenhang mit dem Bau der B55 in Lippstadt (Einweihung Herbst 1959) abgebaut worden.
Im Oktober 2022 wurde von der Stadt Lippstadt beschlossen, einen Bauplan (Nr. 351) mit dem Ziel aufzustellen, die an der Ecke Mastholter Straße/Ringstraße gelegene Halle 22 abzureißen, um dort den Feuerwehrstützpunkt Nord aufzubauen, da die seit 1983 im alten Befehlsgebäude untergebrachte Feuerwache Lipperbruch nicht mehr den Anforderungen genügt. Die Halle wurde im Frühjahr 2024 abgerissen, die Ausschreibung zum Neubau der Feuerwache erfolgte am 5. Juni 2024.